# کشتار ۲۰۱۵ گیومری
کشتار ۲۰۱۵ گیومری (ارمنی: Ավետիսյանների ընտանիքի սպանություն Գյումրիում); (انگلیسی: 2015 Gyumri massacre) که در طی آن خانواده آودیسیان (ارمنی: Ավետիսյանների ընտանիքի) صبح روز ۱۲ ژانویه ۲۰۱۵ در شهر گیومری مرکز استان شیراک در شمال‌غربی ارمنستان بر اثر شلیک گلوله کشته شدند.
پلیس ارمنستان یک سرباز روس بنام "والری پرمیاکوف" (Valery Permyakov) را مظنون به قتل اعلام کرده‌است. "آرمن مالخاسیان"، سخنگوی پلیس ارمنستان اعلام کرداین خانواده با تفنگ قتل‌عام شده‌اند.

## کشتار
حادثه قتل بامداد روز ۱۲ ماه ژانویه ۲۰۱۵ رخ داد و "والری پرمیاکوف" سرباز روس از "پایگاه نظامی ۱۰۲" این کشور در گیومری با اسلحه شش نفر از اعضای یک خانواده را در حالی که در خواب بودند به قتل رساند و کودک ۶ ماهه این خانواده که بر اثر ضربات چاقو مجروح شده بود به بیمارستان منتقل شد.
قربانیان کشتار عبارتند از:
1. «سروژ کاراپتی آودیسیان» (ارمنی: Սերյոժա Կարապետի Ավետիսյանը; پدر - زاده ۱۹۶۱)
2. «هاسمیک رافیکی آودیسیان» (ارمنی: Հասմիկ Ռաֆիկի Ավետիսյանը; مادر - زاده ۱۹۵۹)
3. «آرمن سروژی آودیسیان» (ارمنی: Արմեն Սերյոժայի Ավետիսյանը; پسر - زاده ۱۹۸۱)
4. «آراکس آندرانیکی آودیسیان» (ارمنی: Արաքս Անդրանիկի Ավետիսյանը; عروس - زاده ۱۹۹۰)
5. «آیدا سروژی آویدیسیان» (ارمنی: Աիդա Սերյոժայի Ավետիսյանը; دختر - زاده ۱۹۷۹)
6. «هاسمیک آرمنی آویدیسان» (ارمنی: Հասմիկ Արմենի Ավետիսյանը; نوه ۲ ساله - زاده ۲۰۱۲)

تنها عضو بازمانده این کشتار «سیریوژا آویدیسیان» (نوه ۶ ماهه) خانواده می‌باشد که از ناحیه سینه زخمی شده و به بیمارستان شهر انتقال یافته بود. حال وی وخیم گزارش شده بود. آخرین بازمانده کشتار نیز در روز ۱۹ ژانویه در بیمارستان شهر ایروان درگذشت.

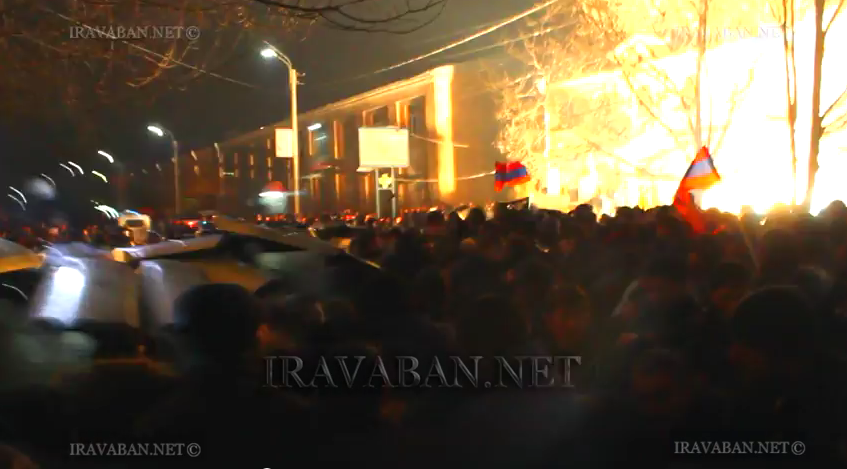
درگیری بین معترضان و پلیس در نزدیکی کنسولگری روسیه در گیومری، ۱۵ ژانویه

سرباز روس روز ۱۳ ژانویه هنگامی که قصد عبور از مرز ارمنستان و فرار به ترکیه را داشت در روستای مرزی بایاندور دستگیر و به فرماندهی پایگاه ۱۰۲ روسیه تحویل شد و مقام‌های روس اعلام کرده‌اند این فرد به روسیه منتقل و مطابق قوانین این کشور محاکمه خواهد شد.
گفته می‌شود سرباز قاتل روس در جریان بازجویی‌های اولیه اتهامات وارده را پذیرفته‌است.
دفتر مطبوعاتی وزارت خارجه ارمنستان اعلام کرد وزیر امور خارجه این کشور و وزیر امور خارجه روسیه روز دوشنبه دربارهٔ این حادثه تلفنی گفتگو و بر اهمیت همکاری مقامات مربوطه دو طرف در این پرونده تأکید کردند. روسیه بر اساس توافقنامه سال ۱۹۹۵ با ارمنستان، پایگاهی نظامی با ۳۰۰۰ نیروی نظامی در گیومری مستقر کرده‌است.
معترضان ارمنی در طی دو روز پس از کشتار دست به اعتراضات گسترده زده‌اند و پس از آن که دادستان استان شیراک (که گیومری مرکز آن است) اعلام کرد که سرباز روس به نهادهای امنیتی ارمنستان تحویل نمی‌شود، در مقابل ساختمان کنسولگری روسیه در گیومری با مأموران امنیتی درگیر شدند که گفته می‌شود شماری از دو طرف آسیب دیده‌اند.
به گزارش رسانه‌های روسی، سرژ سرکیسیان رئیس جمهوری ارمنستان تحقیقات در مورد پرونده قتل خانواده ارمنی را به دلیل حساسیت مسئله تحت کنترل خود گرفته‌است. این خبر وحشتناک در صدر اخبار رسانه‌های ارمنستان قرار گرفته‌است. رئیس جمهور ارمنستان ضمن ابراز تسلیت جلسه مشورتی ویژه‌ای را برای پیگیری این ماجرا تشکیل داد.

## ناآرامی‌ها در ارمنستان

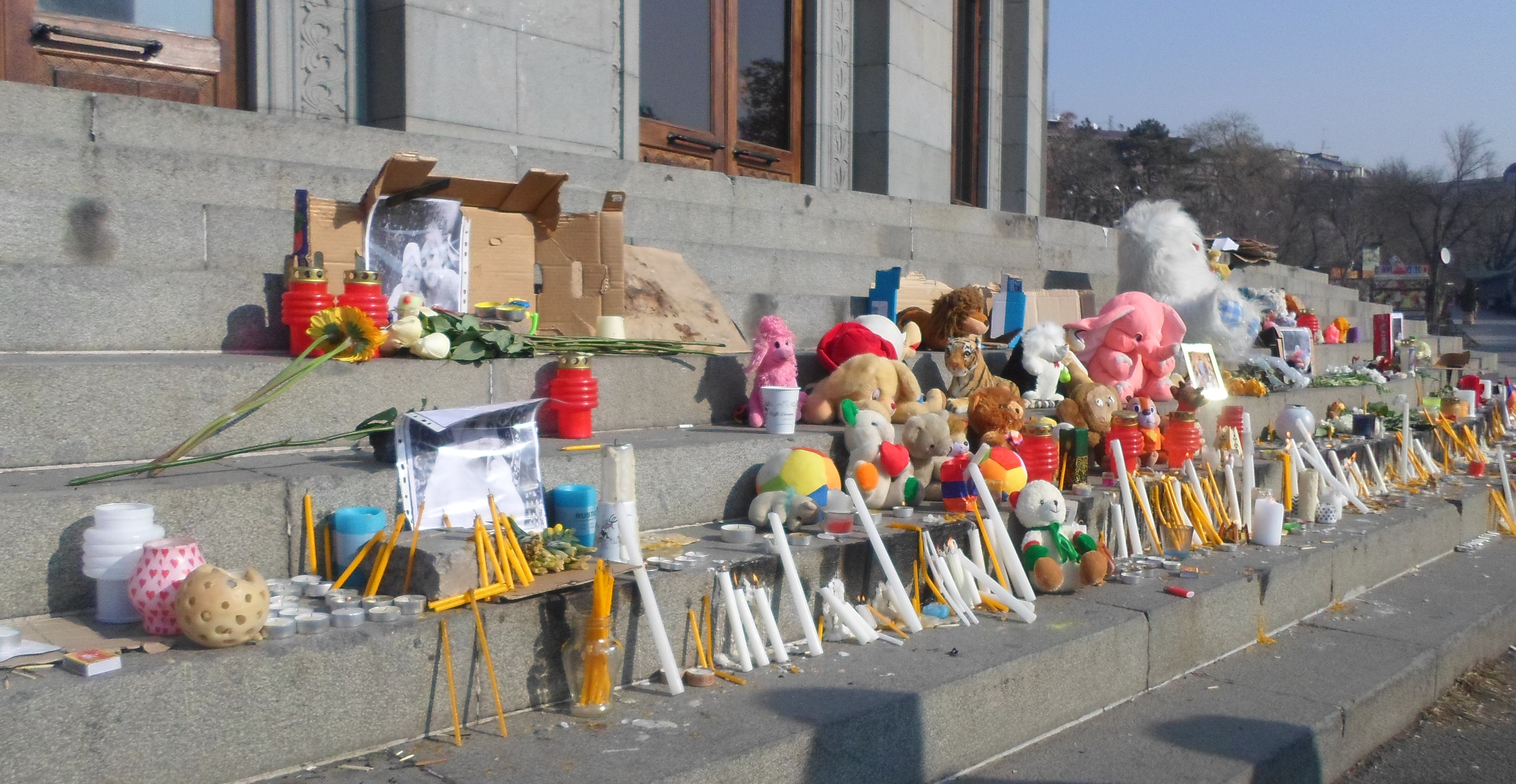
روشن کردن شمع برای یادبود آخرین قربانی کشتار "سیریوژا آویدیسیان"

اعتراضات عمومی در ارمنستان برای دومین روز متوالی در اعتراض به قتل اعضای یک خانواده ارمنی توسط سرباز روس جریان دارد و به زد و خورد تظاهرکنندگان با مأموران پلیس انجامید. به گزارش ایرنا، رسانه‌های روسی از جمله خبرگزاری اینترفکس روز پنجشنبه ۱۵ ژانویه اعلام کرد: چند هزار نفر با اجتماع در برابر «ساختمان کنسولگری روسیه» در شهر گیومری ارمنستان اعتراض خود را به قتل شش نفر از اعضای یک خانواده ارمنی اعلام کردند. معترضان خواستار تحویل سرباز قاتل روس به نهادهای قضایی ارمنستان برای محاکمه و مجازات مطابق قوانین این کشور شدند.
روز چهارشنبه ۱۴ ژانویه تظاهرکنندگان خشمگین، پایگاه نظامی روسیه را در شهر گیومری در ارمنستان محاصره کردند. به نقل از آسوشیتدپرس در حدود دو هزار نفر از مردم شهر گیومری در ارمنستان، پایگاه نظامی ارتش روسیه در این شهر را به محاصره خود درآوردند. حاضران در این تجمع خواهان تحویل به ارمنستان و محاکمه این نظامی روس شدند. تظاهرکنندگان در ادامه با پلیس ضد شورش درگیر شدند و پلیس برای متفرق کردن آن‌ها از گاز اشک آور استفاده کرد.